# RunUO
RunUO — проект по созданию и поддержке свободного эмулятора серверного программного обеспечения для многопользовательской игры Ultima Online. Основная цель разработчиков — создать стабильное программное обеспечение, которое будет способно конкурировать с официальными серверами EA Games.
RunUO распространяется по лицензии GNU GPL и может быть загружен с сайта RunUO.com.

## Развитие проекта
Проект RunUO изначально был просто хобби. В первой половине 2002 года «Krrios» начал создавать собственный клиент для популярной MMORPG Ultima Online. Чтобы ускорить работу над клиентом, параллельно была начата работа над эмулятором действий оригинальных серверов — RunUO. Через некоторое время Ryan (нынешний координатор проекта RunUO) убедил «Krrios»'а сосредоточить усилия именно на этом новом эмуляторе.
Ryan уже имел некоторый опыт в поддержке сайтов и сообществ, касающихся других эмуляторов. В сентябре 2002 года была выпущена первая версия — RunUO Beta 1. В ходе бета-тестирования RunUO являлся проектом с закрытым исходным кодом. После почти трех лет и выпуска 40 бета-версий, 3 февраля 2005 года был выпущен RunUO 1.0.0, и одновременно был открыт исходный код проекта. 15 июня 2006 года был выпущен RunUO 2.0 release candidate 1, в котором добавились некоторые возможности последних дополнений и поддержка платформы .NET версии 2.0.
С момента выпуска RunUO 1.0.0 разработка проекта была существенно замедлена. Однако процесс разработки продолжается. В данный момент[когда?] основное внимание уделяется стабильности, а не реализации игровых возможностей.
14 июня 2006 года был открыт публичный доступ к SVN-репозиторию. Это позволило пользователям RunUO видеть последние изменения, вносимые в процессе разработки RunUO, и принимать непосредственное участие в проекте, добавляя новые возможности, исправляя старые проблемы и всячески улучшая проект.

## Разработчики
Проект RunUO разрабатывается и поддерживается открытым сообществом разработчиков под руководством основной команды RunUO. В данной команде состоят Bryan «Zippy» Pass, Mark Sturgill, Andre «ASayre» Sayre, «Krrios», и Ryan McAdams.

## Модификации
- SunUO
- RunUO: RE
- RunIT